# Nadežda Patrakejeva
Nadežda Nikolajevna Andrejevna-Patrakejeva (rusko Надежда Николаевна Андреева-Патракеева), ruska alpska smučarka, * 11. april 1959, Kirovsk, Sovjetska zveza, † 11. avgust 2014, Moskva, Rusija.
Nastopila je na olimpijskih igrah 1980 in 1984, kjer je bila šesta in štirinajsta v slalomu ter dvanajsta in 29. v veleslalomu. V edinem ločenem nastopu na svetovnih prvenstvih leta 1982 je bila enajsta v veleslalomu. V svetovnem pokalu je tekmovala šest sezon med letoma 1979 in 1984 ter dosegla dve uvrstitvi na stopničke v slalomu. V skupnem seštevku svetovnega pokala je bila najvišje na dvajsetem mestu leta 1980, dvakrat je bila deveta v slalomskem seštevku.
Njen mož Vladimir Andrejev je bil prav tako alpski smučar.